# Skorvtjärnen (Björna socken, Ångermanland, 706033-164354)
Skorvtjärnen är en sjö i Örnsköldsviks kommun i Ångermanland och ingår i Gideälvens huvudavrinningsområde.